# Голубченко Анатолій Костянтинович
Анато́лій Костянти́нович Голу́бченко (нар. 6 червня 1950, Жданов, Донецька область, Українська РСР, СРСР) — український державний та політичний діяч, кандидат технічних наук. Тимчасовий виконувач обов'язків голови Київської міської державної адміністрації (14.12.2013–25.01.2014)
Член Партії регіонів, голова її Київської міської організації.

## Біографія
Народився 6 червня 1950 у Жданові (нині Маріуполь), Донецька область.
У 1972 закінчив Жданівський металургійний інститут і пішов працювати на металургійному комбінаті ім. Ілліча (ММК ім. Ілліча) вальцівником.
Повернувшись з служби в армії 1974 року, знову прийшов на ММК, де працював до 1986 року спочатку вальцівником, потім начальником зміни, і начальником цеху.
У 1986 році переводиться у Дніпропетровськ, де рік працює головним прокатчиком відділу нової техніки і технологій Міністерства чорної металургії УРСР.
У 1987–1991 роках — заступник генерального директора комбінату «Запоріжсталь».
У 1991 переїздить до Києва, де працює спочатку першим заступником голови Держкомітету України з металургійної промисловості, потім заступником міністра промисловості та міністром промисловості України.
У 1994 році обирається до Верховної Ради ІІ скликання (за виборчим округом у Бердянську). Член комісії Верховної Ради з питань базових галузей та соціально-економічного розвитку регіонів.
У серпні 1997 року Валерій Пустовойтенко призначає його першим віце-прем'єром у своєму уряді. Після відставки уряду Пустовойтенка у грудні 1999 року, призначений першим заступником голови Фонду Держмайна України (ФДМУ).
У 1999–2001 роках науковий консультант ВАТ «Стаханівський завод феросплавів», 2002–2006 роках голова наглядової ради ВАТ «Укрелектроапарат» у Хмельницькому.
У серпні 2006 року зайняв посаду першого заступника Київського міського голови Леоніда Черновецького. Курирує роботу основних відділів: палива, енергетики та енергозбереження; з питань надзвичайних ситуацій; у справах захисту населення від наслідків аварії на ЧАЕС; з питань захисту прав споживачів; праці та зайнятості.
У грудні 2013 — січні 2014 року тимчасово виконував обов'язки голови Київської міської державної адміністрації (КМДА).

## Відзнаки
- Орден князя Ярослава Мудрого V ст. (2012) — за значний особистий внесок у підготовку і проведення в Україні фінальної частини чемпіонату Європи 2012 року з футболу, успішну реалізацію інфраструктурних проектів, забезпечення правопорядку і громадської безпеки під час турніру, піднесення міжнародного авторитету Української держави, високий професіоналізм[4]
- Орден «За заслуги» І ст. (2010)[5], II ст. (2008)[6], III ст. (1998)[7]
- Заслужений працівник промисловості України (1995)[8]
- Лауреат Державної премії України у галузі науки і техніки (1994) — за розроблення та впровадження нових технологічних процесів виробництва прокатних валків і борошномельних вальців високої експлуатаційної надійності (у складі колективу)[9]